# 中村学園三陽中学校・高等学校
中村学園三陽中学校・高等学校（なかむらがくえんさんようちゅうがっこう・こうとうがっこう）は、福岡県福岡市西区今宿青木にある私立男子中学校・高等学校。略称三陽（さんよう）。
学校法人中村学園が運営している。福岡市城南区にある中村学園女子中学校・高等学校とは同じ法人により運営される系列校の関係にあるが、学校の位置は違う。東京都の中村中学校・高等学校とは関係はない。近年、広報活動に力を入れており、FacebookやYouTubeも始めたり、リビング福岡や朝日新聞に広告を載せたりしていたが、後述の通り、閉校予定。現在グランドが天然芝になっている。

## 沿革

### 年表
- 1986年（昭和61年）4月 - 中村学園三陽高等学校開校。
- 1988年（昭和63年）4月 - 中村学園三陽中学校開校。
- 2010年（平成22年） - ガンバリ評価入試開始、給食スタート、ドリル学習スタート
- 2013年（平成25年）4月 - 特進コースと進学コースを統合。新制三陽中1期生が高校進学(29名)→一貫コース(1クラス)再設立。
- ・中村学園三陽中学校が2025（令和7）年度以降の生徒募集停止予定。中村学園三陽高等学校が2026（令和8）年度以降の生徒募集停止予定。[1]

## 校歌
- : 黒田達也
- 作曲: 安永武一郎

## 学校行事
ふれあい合宿(中学)：4月、歓迎遠足：4月、創立記念式典：5月、文化祭：6月、進路ガイダンス：6月、林間学校(中学)：8月、体育大会：9月、生徒会選挙：9月、高2シンガポール修学旅行：10月、生徒会交代式：10月、文化行事(演劇鑑賞)：11月、交通講和：11月、飲酒運転撲滅運動：12月、マラソン大会：2月、卒業式:3月

## 通学手段
- 自転車
- スクールバス[大橋線、姪浜線、九大学園都市線](無料)
- 西鉄バス - 学校敷地内に「三陽高校」バス停がある。
  - 2006年10月まで昭和バスもあった。

## 校則
- 頭髪に関しては厳しく、茶髪は停学処分となる。
- ピアスは禁止である
- 免許の取得は禁止である
- アルバイトは経済的な理由など特別な事情がない限り、認められない(許可制だが、ほとんど認められない)
- 停学2回目で基本的に退学になる。

## 出身著名人

### バスケットボール
- 石谷聡 - プロバスケットボール選手（B3.LEAGUE・ライジングゼファーフクオカ所属）: 2004年卒業
- 薦田拓也（バスケットボール選手）

### ラグビー
- 冨岡鉄平（ラグビー選手、福岡工業大学、東芝ブレイブルーパス、キャプテン）ラグビー日本代表
- 上田泰平（ラグビー選手、福岡大学、ホンダヒート）ラグビー日本代表

### その他
- 田中丸善威（プロミュージシャン）: 3期生ラグビー部キャプテン
- 細川慎弥（レーシングドライバー、1992年中学校入学）
- 谷口亮（2020年東京オリンピック・パラリンピック公式マスコットキャラクターをデザインしたイラストレーター）
- 外山恒一（政治活動家、1986年入学・同年中に他校へ転校）